# Osówek (powiat starogardzki)
Osówek – wieś pogranicza borowiacko-kociewskiego w Polsce położona w województwie pomorskim, w powiecie starogardzkim, w gminie Osieczna w kompleksie leśnym Borów Tucholskich. Dawna polska nazwa Ossówek.
W latach 1975–1998 miejscowość położona była w województwie gdańskim. 
Starosta świecki Jan Stanisław na Jabłonowie Jabłonowski wobec upadku przywileju od przodków, w dniu 15 maja 1698 roku po odtworzeniu utraconych dokumentów nadał przywilej na karczmę sztafetową w Osówku oraz ziemie i inne przywileje małżonkom Kazimierzowi i Jadwidze Osowickim vel Ossowickim i ich małżeńskim sukcesorom. Dokument zatwierdzony został przez króla Augusta II Mocnego 10 sierpnia 1698 roku. 
- 1885 w Osówku urodził się ks. Bolesław Piechowski, działacz młodokaszubski zamordowany w obozie koncentracyjnym Dachau.
- 22.10.1912 r., w Osówku urodził się Franciszek Ossowicki dostarczony został do obozu koncentracyjnego Stutthof w dniu 22.11.1943 r., przez Stapo Gdańsk jako więzień polityczny. Zmarł w obozie dnia 10.01.1944 r.

## Nazwy alternatywne i zwyczajowe
- Ossowka, Osówko
- niem. Ossoweg, Ossenweg